# Euroliga 2014-15
La temporada 2014-15 de la Turkish Airlines Euroleague (la máxima competición de clubes de baloncesto de Europa) se disputó del 15 de octubre de 2014 al 17 de mayo de 2015 y la organizó la Unión de Ligas Europeas de Baloncesto (ULEB).
Esta fue la 15.ª edición de la competición en la era moderna de la Euroleague y la quinta con la esponsorización de Turkish Airlines. Incluyendo la competición previa de la Copa de Europa de la FIBA, es la 58.ª edición de la máxima competición del baloncesto masculino de clubes europeos. La Final Four se celebró en el Barclaycard Center de Madrid, en mayo de 2015.

## Reparto de licencias

### Criterio de reparto de la Euroleague Basketball

#### Licencias A
La clasificación después de la temporada 2013-14, incluidas también la 2011-12 y la 2012-13.
| Equipo | Equipo                   | Puntos |
| ------ | ------------------------ | ------ |
| 1.     | CSKA Moscow              | 164    |
| 2.     | FC Barcelona             | 163    |
| 3.     | Olympiacos Piraeus       | 154    |
| 4.     | Real Madrid              | 148    |
| 5.     | Maccabi Electra Tel Aviv | 141    |
| 6.     | Panathinaikos Athens     | 139    |

| Equipo | Equipo                    | Puntos |
| ------ | ------------------------- | ------ |
| 7.     | Anadolu Efes Istanbul     | 105    |
| 8.     | Unicaja Málaga            | 100    |
| 9.     | Fenerbahce Ulker Istanbul | 99     |
| 10.    | Laboral Kutxa Vitoria     | 97     |
| 11.    | Zalgiris Kaunas           | 95     |
| 12.    | EA7 Emporio Armani Milan  | 86     |

Notas:
- El Montepaschi Siena no disputa la Euroleague debido a problemas financieros.

#### Licencias B
Las licencias B se dan a cada equipo sin una licencia A. Si en la asignación aparece un equipo con una licencia A, el próximo equipo recibirá la licencia B, que clasifica directamente para la fase de grupos.
|  | Equipos con licencia A                   |
|  | Equipos con licencia B                   |
|  | Tarjetas de invitación                   |
|  | Equipos clasificados para la fase previa |

| Equipo | Equipo                    | Pos. |
| ------ | ------------------------- | ---- |
| 1.     | FC Barcelona              | 1º   |
| 2.     | CSKA Moscow               | 1º   |
| 3.     | EA7 Emporio Armani Milan  | 1º   |
| 4.     | Fenerbahce Ulker Istanbul | 1º   |
| 5.     | Zalgiris Kaunas           | 1º   |
| 6.     | Panathinaikos Athens      | 1º   |
| 7.     | Limoges CSP               | 1º   |
| 8.     | FC Bayern Munich          | 1º   |
| 9.     | Cibona Zagreb             | 1º   |
| 10.    | PGE Turow Zgorzelec       | 1º   |
| 11.    | Cedevita Zagreb           | 2º   |
| 12.    | Real Madrid               | 2º   |
| 13.    | Nizhny Novgorod           | 2º   |
| 14.    | Montepaschi Siena         | 2º   |

| Equipo | Equipo                            | Pos. |
| ------ | --------------------------------- | ---- |
| 15.    | Galatasaray Liv Hospital Istanbul | 2º   |
| 16.    | Neptunas Klaipeda                 | 2º   |
| 17.    | Olympiacos Piraeus                | 2º   |
| 18.    | Strasbourg                        | 2º   |
| 19.    | ALBA Berlin                       | 2º   |
| 20.    | Crvena Zvezda Telekom Belgrade    | 3º   |
| 21.    | Budivelnyk Kiev                   | 1º   |
| 22.    | CEZ Basketball Nymburk            | 1º   |
| 23.    | Telenet Ostend                    | 1º   |
| 24.    | Maccabi Electra Tel Aviv          | 1º   |
| 25.    | Levski Sofia                      | 1º   |
| 26.    | Ventspils                         | 1º   |
| 27.    | Worcester Wolves                  | 1º   |
| 28.    | Stelmet Zielona Gora              | 2º   |

Notas:
- Los equipos de  Serbia y  Croacia se clasificaron por la Liga ABA, y no por sus ligas nacionales.

#### Licencias C, sustituciones y tarjetas de invitación
A la fase de grupos
- Valencia Basket (Licencia C por ser el ganador de la Eurocup 2013-14).
- ALBA Berlin (1 año de Tarjeta de invitación sustituyendo al Asseco Prokom que le quitaron la Licencia A en 2013).
- Dinamo Banco di Sardegna Sassari (1 año de Tarjeta de invitación sustituyendo al Montepaschi Siena que le quitaron la Licencia A en 2014).
- Crvena Zvezda Telekom Belgrade (1 año de Tarjeta de invitación sustituyendo la licencia B de la Cibona Zagreb).

A la fase previa
- Unics Kazan (como mejor clasificado de la VTB League 2013-14 sin licencia A o B).
- Hapoel Bank Yahav Jerusalem (Tarjeta de invitación).
- ASVEL Lyon Villeurbanne (Tarjeta de invitación).
- VEF Riga (Tarjeta de invitación después de rechazar la del Levski Sofia).

## Fase previa
Ocho equipos han participado en un torneo que tuvo lugar en Ostende, Bélgica del 23 al 26 de septiembre de 2014. El ganador avanza a la fase de grupos.

### Equipos de la fase previa
| Francia (Pro A)       | 2 | Strasbourg (2)                  | ASVEL Lyon Villeurbanne (7) |
| Bélgica (BLB)         | 1 | Telenet Ostend (1)              |                             |
| Israel (BSL)          | 1 | Hapoel Bank Yahav Jerusalem (3) |                             |
| Letonia (LBL)         | 1 | VEF Riga (2)                    |                             |
| Polonia (PLK)         | 1 | Stelmet Zielona Gora (2)        |                             |
| República Checa (NBL) | 1 | CEZ Basketball Nymburk (1)      |                             |
| Rusia (VTB)           | 1 | Unics Kazan (3)                 |                             |

### Sorteo de la fase previa
Los equipos se pusieron en cuatro bombos de dos equipos, de acuerdo con la clasificación del club, sobre la base de su desempeño en las competiciones europeas durante un período de tres años y se concedió a los equipos una tarjeta de invitación por ECA que fueron cabezas de serie por encima del resto de los equipos.
| Bombo 1                                         | Bombo 2                                                         |
| ----------------------------------------------- | --------------------------------------------------------------- |
| Unics Kazan^ (111) VEF Riga^ (55)               | Hapoel Bank Yahav Jerusalem^ (53) ASVEL Lyon Villeurbanne^ (33) |
| Bombo 3                                         | Bombo 4                                                         |
| CEZ Basketball Nymburk (72) Telenet Ostend (43) | Stelmet Zielona Gora (39) Strasbourg† (29)                      |

Notas:
- † Estos equipos tienen los mínimos puntos para jugar la liga.

### Cuadro de la fase previa
|  | Primera Ronda | Primera Ronda        | Primera Ronda |                  |    | Segunda Ronda | Segunda Ronda | Segunda Ronda |  |   | Tercera Ronda | Tercera Ronda | Tercera Ronda |  |
|  |               |                      |               |                  |    |               |               |               |  |   |               |               |               |  |
|  |               |                      |               |                  |    |               |               |               |  |   |               |               |               |  |
|  | 1             | Unics Kazan          | 90            |                  |    |               |               |               |  |   |               |               |               |  |
|  | 1             | Unics Kazan          | 90            |                  |    |               |               |               |  |   |               |               |               |  |
|  | 4             | Stelmet Zielona Gora | 86            |                  |    |               |               |               |  |   |               |               |               |  |
|  | 4             | Stelmet Zielona Gora | 86            |                  | 1  | Unics Kazan   | 82            |               |  |   |               |               |               |  |
|  |               |                      |               |                  | 1  | Unics Kazan   | 82            |               |  |   |               |               |               |  |
|  |               |                      | 2             | Hapoel Jerusalem | 71 |               |               |               |  |   |               |               |               |  |
|  | 2             | Hapoel Jerusalem     | 2             | Hapoel Jerusalem | 71 | 94            |               |               |  |   |               |               |               |  |
|  | 2             | Hapoel Jerusalem     |               |                  |    |               |               |               |  |   |               |               |               |  |
|  | 3             | CEZ Nymburk          | 84            |                  |    |               |               |               |  |   |               |               |               |  |
|  | 3             | CEZ Nymburk          | 84            |                  |    |               |               |               |  | 1 | Unics Kazan   | 88            |               |  |
|  |               |                      |               |                  |    |               |               |               |  | 1 | Unics Kazan   | 88            |               |  |
|  |               |                      | 2             | ASVEL            | 79 |               |               |               |  |   |               |               |               |  |
|  | 2             | ASVEL                | 2             | ASVEL            | 79 | 86            |               |               |  |   |               |               |               |  |
|  | 2             | ASVEL                |               |                  |    |               |               |               |  |   |               |               |               |  |
|  | 3             | Telenet Ostend       | 77            |                  |    |               |               |               |  |   |               |               |               |  |
|  | 3             | Telenet Ostend       | 77            |                  | 2  | ASVEL         | 74            |               |  |   |               |               |               |  |
|  |               |                      |               |                  | 2  | ASVEL         | 74            |               |  |   |               |               |               |  |
|  |               |                      | 4             | Strasbourg       | 65 |               |               |               |  |   |               |               |               |  |
|  | 1             | VEF Riga             | 4             | Strasbourg       | 65 | 53            |               |               |  |   |               |               |               |  |
|  | 1             | VEF Riga             |               |                  |    |               |               |               |  |   |               |               |               |  |
|  | 4             | Strasbourg           | 82            |                  |    |               |               |               |  |   |               |               |               |  |
|  | 4             | Strasbourg           | 82            |                  |    |               |               |               |  |   |               |               |               |  |
|  |               |                      |               |                  |    |               |               |               |  |   |               |               |               |  |

### Primera Ronda
| 23 de septiembre de 2014 18:00 (CET) | VEF Riga                                     | 53–82                | Strasbourg                                              | Ostende                                                                                                  |  |
|                                      | Parciales: 19-22, 13-20, 10-23, 11-17        |                      |                                                         | |  |
|                                      | Estadísticas Robinson 14 Mejeris 7 Dillard 4 | Reporte Pts Reb Asts | Estadísticas 15 Traoré, Diot 6 Traoré 5 Howard, Doobins | Pabellón: Sleuyter Arena Árbitros: Sreten Radovic Rustu Nuran Benjamín Jiménez Televisión: Euroleague TV |  |

| 23 de septiembre de 2014 20:45 (CET) | Telenet Ostend                                  | 77–86                | ASVEL Lyon Villeurbanne           | Ostende                                                                                               |  |
|                                      | Parciales: 20-24, 23-19, 13-19, 21-24           |                      |                                   | |  |
|                                      | Estadísticas Ponitka 17 Prince 6 Serron, Muya 4 | Reporte Pts Reb Asts | Estadísticas 23 Sy 10 Sy 4 Lighty | Pabellón: Sleuyter Arena Árbitros: Sasa Pukl Ioannis Foufis Piotr Pastusiak Televisión: Euroleague TV |  |

| 24 de septiembre de 2014 18:00 (CET) | Hapoel Bank Yahav Jerusalem                        | 94–84                | CEZ Basketball Nymburk                                   | Ostende |  |
|                                      | Parciales: 24-21, 24-18, 24-17, 22-28              |                      |                                                          | |  |
|                                      | Estadísticas Wright 22 Jones 8 Kitchen, Halperin 5 | Reporte Pts Reb Asts | Estadísticas 18 Washington, Simmons 9 Kriz 10 Washington | Pabellón: Sleuyter Arena Árbitros: Ilija Belosevic Sreten Radovic Piotr Pastusiak Televisión: Euroleague TV |  |

| 24 de septiembre de 2014 20:45 (CET) | Unics Kazan                                                   | 90–86                | Stelmet Zielona Gora                        | Ostende                                                                                               |  |
|                                      | Parciales: 23-13, 23-19, 18-22, 26-32                         |                      |                                             | |  |
|                                      | Estadísticas Langford, Jerrells 22 D'or Fischer 10 Jerrells 6 | Reporte Pts Reb Asts | Estadísticas 30 Burtt 7 Troutman 5 Koszarek | Pabellón: Sleuyter Arena Árbitros: Sasa Pukl Robert Lottermoser Rustu Nuran Televisión: Euroleague TV |  |

### Segunda Ronda
| 25 de septiembre de 2014 18:00 (CET) | ASVEL Lyon Villeurbanne                  | 74–65                | Strasbourg                                  | Ostende                                                                                                  |  |
|                                      | Parciales: 19-15, 18-17, 15-17, 22-16    |                      |                                             | |  |
|                                      | Estadísticas Green 15 Lighty 12 Green 12 | Reporte Pts Reb Asts | Estadísticas 14 Traoré 10 Howard 6 Campbell | Pabellón: Sleuyter Arena Árbitros: Sasa Pukl Robert Lottermoser Ioannis Foufis Televisión: Euroleague TV |  |

| 25 de septiembre de 2014 20:45 (CET) | Unics Kazan                                        | 82–71                | Hapoel Bank Yahav Jerusalem                      | Ostende                                                                                                   |  |
|                                      | Parciales: 16-16, 19-25, 23-13, 24-17              |                      |                                                  | |  |
|                                      | Estadísticas D'or Fischer 16 Kaimakoglou 7 Zisis 6 | Reporte Pts Reb Asts | Estadísticas 12 Jones 5 Gaffney, Smith 6 Kitchen | Pabellón: Sleuyter Arena Árbitros: Ilija Belosevic Rustu Nuran Benjamín Jiménez Televisión: Euroleague TV |  |

### Tercera Ronda
| 26 de septiembre de 2014 20:30 (CET) | ASVEL Lyon Villeurbanne                     | 79–88                | Unics Kazan                                                  | Ostende                                                                                               |  |
|                                      | Parciales: 20-22, 33-17, 11-25, 15-24       |                      |                                                              | |  |
|                                      | Estadísticas Andersen 24 Andersen 9 Green 8 | Reporte Pts Reb Asts | Estadísticas 21 White 8 Kaimakoglou, D'or Fischer 6 Langford | Pabellón: Sleuyter Arena Árbitros: Sasa Pukl Ilija Belosevic Sreten Radovic Televisión: Euroleague TV |  |

## Equipos
Los equipos de la temporada 2014-15 fueron anunciados el 25 de junio de 2014.
| Campeón | Subcampeón | Tercer puesto | Cuarto puesto | Playoffs | Top 16 | Fase de grupos |

| España (ACB)     | 5 | FC Barcelona A                   | Real Madrid A                      | Unicaja Málaga A                    |
| España (ACB)     | 5 | Laboral Kutxa Vitoria A          | Valencia Basket C                  |                                     |
| Rusia (VTB)      | 3 | CSKA Moscow A                    | Unics Kazan B                      | Nizhny Novgorod B                   |
| Turquía (TBL)    | 3 | Anadolu Efes Istanbul A          | Fenerbahce Ulker Istanbul A        | Galatasaray Liv Hospital Istanbul B |
| Alemania (BBL)   | 2 | ALBA Berlin B                    | FC Bayern Munich B                 |                                     |
| Grecia (GBL)     | 2 | Olympiacos Piraeus A             | Panathinaikos Athens A             |                                     |
| Italia (Serie A) | 2 | EA7 Emporio Armani Milan A       | Dinamo Banco di Sardegna Sassari B |                                     |
| Lituania (LKL)   | 2 | Zalgiris Kaunas A                | Neptunas Klaipeda B                |                                     |
| Croacia (ABA)    | 1 | Cedevita Zagreb B                |                                    |                                     |
| Francia (Pro A)  | 1 | Limoges CSP B                    |                                    |                                     |
| Israel (BSL)     | 1 | Maccabi Electra Tel Aviv A       |                                    |                                     |
| Polonia (PLK)    | 1 | PGE Turow Zgorzelec B            |                                    |                                     |
| Serbia (ABA)     | 1 | Crvena Zvezda Telekom Belgrade B |                                    |                                     |

## Sorteo
Los equipos se pusieron en seis bombos de cuatro equipos, de acuerdo con la clasificación del club, sobre la base de su desempeño en las competiciones europeas durante un período de tres años. Dos equipos del mismo país o liga no pueden coincidir en el mismo grupo de la fase de grupos.
| Bombo 1                                                                                  | Bombo 2                                                                                          | Bombo 3                                                                        |
| ---------------------------------------------------------------------------------------- | ------------------------------------------------------------------------------------------------ | ------------------------------------------------------------------------------ |
| CSKA Moscow FC Barcelona Olympiacos Piraeus Real Madrid                                  | Maccabi Electra Tel Aviv Panathinaikos Athens Valencia Basket Anadolu Efes Istanbul              | Unicaja Málaga Fenerbahce Ulker Istanbul Laboral Kutxa Vitoria Zalgiris Kaunas |
| Bombo 4                                                                                  | Bombo 5                                                                                          | Bombo 6                                                                        |
| ALBA Berlin Galatasaray Liv Hospital Istanbul EA7 Emporio Armani Milan Nizhny Novgorod † | Crvena Zvezda Telekom Belgrade Cedevita Zagreb FC Bayern Munich Dinamo Banco di Sardegna Sassari | PGE Turow Zgorzelec † Neptunas Klaipeda † Limoges CSP † Unics Kazan ^          |

Notas:
- ^ Este equipo se clasificó por la fase previa.

## Fase de grupos
La fase de grupos se jugó entre el 15 de octubre y el 19 de diciembre de 2014.
Si los equipos están empatados en victoria y derrotas al final de la fase de grupos, el desempate se aplican en el siguiente orden:
1. Victorias y derrotas entre los equipos implicados.
2. Diferencia de puntos entre los equipos implicados.
3. Diferencia de puntos durante la fase de grupos.
4. Puntos conseguidos durante la fase de grupos.
5. Suma de los cocientes de los puntos a favor y puntos en contra en cada partido de la fase de grupos.

| Clasificados para el Top 16 | Clasificados para el Last 32 |

### Grupo A
|    | Equipo                           | PJ | PG | PP | PF  | PC  | +/-  |
| -- | -------------------------------- | -- | -- | -- | --- | --- | ---- |
| 1. | Real Madrid                      | 10 | 8  | 2  | 873 | 775 | +98  |
| 2. | Anadolu Efes Istanbul            | 10 | 6  | 4  | 723 | 696 | +27  |
| 3. | Zalgiris Kaunas                  | 10 | 5  | 5  | 714 | 709 | +5   |
| 4. | Nizhny Novgorod                  | 10 | 5  | 5  | 764 | 823 | -59  |
| 5. | Unics Kazan                      | 10 | 5  | 5  | 751 | 721 | +30  |
| 6. | Dinamo Banco di Sardegna Sassari | 10 | 1  | 9  | 758 | 859 | -101 |

|     | RMB    | EFS   | ZAL   | NIZ    | DSS    | UNK   |
| RMB |        | 90-70 | 80-71 | 112-83 | 115-94 | 75-85 |
| EFS | 75-73  |       | 62-65 | 61-65  | 85-62  | 82-76 |
| ZAL | 66-68  | 57-66 |       | 97-63  | 80-79  | 77-71 |
| NIZ | 98-101 | 66-76 | 55-61 |        | 88-86  | 78-74 |
| DSS | 58-83  | 75-82 | 92-80 | 82-89  |        | 68-72 |
| UNK | 75-76  | 67-64 | 73-60 | 73-79  | 85-62  |       |
| --- | ------ | ----- | ----- | ------ | ------ | ----- |

### Grupo B
|    | Equipo                   | PJ | PG | PP | PF  | PC  | +/-  |
| -- | ------------------------ | -- | -- | -- | --- | --- | ---- |
| 1. | CSKA Moscow              | 10 | 10 | 0  | 880 | 718 | +162 |
| 2. | Maccabi Electra Tel Aviv | 10 | 7  | 3  | 797 | 783 | +14  |
| 3. | Unicaja Málaga           | 10 | 4  | 6  | 763 | 757 | +6   |
| 4. | ALBA Berlin              | 10 | 4  | 6  | 762 | 791 | -29  |
| 5. | Cedevita Zagreb          | 10 | 3  | 7  | 740 | 789 | -49  |
| 6. | Limoges CSP              | 10 | 2  | 8  | 702 | 806 | -104 |

|     | CSK   | MAC   | UNI   | ALB   | CED   | LIM    |
| CSK |       | 99-80 | 95-85 | 95-66 | 97-79 | 88-56  |
| MAC | 61-84 |       | 81-73 | 95-89 | 73-83 | 92-76  |
| UNI | 75-76 | 66-70 |       | 87-84 | 82-73 | 75-69  |
| ALB | 68-84 | 69-84 | 79-78 |       | 67-70 | 89-66  |
| CED | 72-76 | 71-82 | 63-78 | 67-80 |       | 102-83 |
| LIM | 76-86 | 73-79 | 67-64 | 65-71 | 71-60 |        |
| --- | ----- | ----- | ----- | ----- | ----- | ------ |

### Grupo C
|    | Equipo                    | PJ | PG | PP | PF  | PC  | +/-  |
| -- | ------------------------- | -- | -- | -- | --- | --- | ---- |
| 1. | FC Barcelona              | 10 | 9  | 1  | 861 | 738 | +123 |
| 2. | Fenerbahce Ulker Istanbul | 10 | 8  | 2  | 843 | 787 | +56  |
| 3. | Panathinaikos Athens      | 10 | 5  | 5  | 768 | 743 | +25  |
| 4. | EA7 Emporio Armani Milan  | 10 | 5  | 5  | 775 | 795 | -20  |
| 5. | FC Bayern Munich          | 10 | 2  | 8  | 806 | 866 | -60  |
| 6. | PGE Turow Zgorzelec       | 10 | 1  | 9  | 773 | 897 | -124 |

|     | FCB    | PAO   | FBU   | EA7    | BAY   | TUR   |
| FCB |        | 78-69 | 89-91 | 84-80  | 83-81 | 86-67 |
| PAO | 67-80  |       | 91-73 | 90-63  | 87-72 | 84-77 |
| FBU | 78-80  | 84-62 |       | 77-74  | 87-81 | 89-74 |
| EA7 | 63-78  | 66-64 | 74-80 |        | 83-81 | 90-71 |
| BAY | 77-99  | 81-75 | 86-93 | 74-81  |       | 95-89 |
| TUR | 65-104 | 69-79 | 76-91 | 96-101 | 89-78 |       |
| --- | ------ | ----- | ----- | ------ | ----- | ----- |

### Grupo D
|    | Equipo                            | PJ | PG | PP | PF  | PC  | +/- |
| -- | --------------------------------- | -- | -- | -- | --- | --- | --- |
| 1. | Olympiacos Piraeus                | 10 | 8  | 2  | 748 | 711 | +37 |
| 2. | Crvena Zvezda Telekom Belgrade    | 10 | 6  | 4  | 784 | 728 | +56 |
| 3. | Laboral Kutxa Vitoria             | 10 | 5  | 5  | 803 | 798 | +5  |
| 4. | Galatasaray Liv Hospital Istanbul | 10 | 4  | 6  | 803 | 818 | -15 |
| 5. | Neptunas Klaipeda                 | 10 | 4  | 6  | 763 | 857 | -94 |
| 6. | Valencia Basket                   | 10 | 3  | 7  | 775 | 764 | +11 |

|     | OLY   | VBC   | LBO   | GSL   | CZT     | NEP    |
| OLY |       | 77-76 | 63-57 | 93-66 | 64-59   | 89-79  |
| VBC | 68-71 |       | 79-69 | 78-71 | 68-77   | 103-65 |
| LBO | 89-70 | 93-89 |       | 91-90 | 66-86   | 88-69  |
| GSL | 79-74 | 71-64 | 82-89 |       | 110-103 | 94-68  |
| CZT | 57-62 | 76-63 | 90-82 | 76-68 |         | 79-62  |
| NEP | 81-85 | 94-87 | 80-79 | 82-72 | 83-81   |        |
| --- | ----- | ----- | ----- | ----- | ------- | ------ |

## Top 16
El Top 16 empezó el 30 de diciembre de 2014 y terminó el 10 de abril de 2015.
Si los equipos están empatados en victoria y derrotas al final de la fase de grupos, el desempate se aplican en el siguiente orden:
1. Victorias y derrotas entre los equipos implicados.
2. Diferencia de puntos entre los equipos implicados.
3. Diferencia de puntos durante el Top 16.
4. Puntos conseguidos durante el Top 16.
5. Suma de los cocientes de los puntos a favor y puntos en contra en cada partido del Top 16.

| Clasificados para los Playoffs | Eliminados |

### Grupo E
|    | Equipo                            | PJ | PG | PP | PF   | PC   | +/-  |
| -- | --------------------------------- | -- | -- | -- | ---- | ---- | ---- |
| 1. | Real Madrid                       | 14 | 11 | 3  | 1224 | 1032 | +192 |
| 2. | FC Barcelona                      | 14 | 11 | 3  | 1149 | 1062 | +87  |
| 3. | Maccabi Electra Tel Aviv          | 14 | 9  | 5  | 1071 | 1072 | -1   |
| 4. | Panathinaikos Athens              | 14 | 7  | 7  | 1048 | 1022 | +26  |
| 5. | ALBA Berlin                       | 14 | 7  | 7  | 976  | 1031 | -55  |
| 6. | Zalgiris Kaunas                   | 14 | 5  | 9  | 1004 | 1075 | -71  |
| 7. | Crvena Zvezda Telekom Belgrade    | 14 | 4  | 10 | 1025 | 1059 | -34  |
| 8. | Galatasaray Liv Hospital Istanbul | 14 | 2  | 12 | 1023 | 1167 | -144 |

|     | RMB    | FCB   | MAC   | CZT   | ZAL   | PAO   | ALB   | GSL   |
| RMB |        | 97-73 | 86-75 | 85-61 | 99-83 | 83-65 | 93-62 | 93-78 |
| FCB | 85-80  |       | 89-71 | 92-77 | 89-72 | 80-76 | 92-82 | 82-70 |
| MAC | 90-86  | 70-68 |       | 78-67 | 79-72 | 73-70 | 59-66 | 81-72 |
| CZT | 72-79  | 73-77 | 89-76 |       | 68-70 | 69-68 | 86-69 | 65-74 |
| ZAL | 71-88  | 72-83 | 66-73 | 76-70 |       | 76-70 | 75-62 | 72-59 |
| PAO | 85-69  | 77-81 | 83-76 | 74-69 | 77-58 |       | 66-68 | 86-77 |
| ALB | 61-79  | 80-70 | 64-73 | 73-68 | 80-72 | 59-65 |       | 75-68 |
| GSL | 71-107 | 65-88 | 94-97 | 68-91 | 78-69 | 84-86 | 65-75 |       |
| --- | ------ | ----- | ----- | ----- | ----- | ----- | ----- | ----- |

### Grupo F
|    | Equipo                    | PJ | PG | PP | PF   | PC   | +/-  |
| -- | ------------------------- | -- | -- | -- | ---- | ---- | ---- |
| 1. | CSKA Moscow               | 14 | 12 | 2  | 1227 | 1114 | +113 |
| 2. | Fenerbahce Ulker Istanbul | 14 | 11 | 3  | 1126 | 1033 | +93  |
| 3. | Olympiacos Piraeus        | 14 | 10 | 4  | 1075 | 1007 | +68  |
| 4. | Anadolu Efes Istanbul     | 14 | 6  | 8  | 1102 | 1132 | -30  |
| 5. | Laboral Kutxa Vitoria     | 14 | 6  | 8  | 1155 | 1164 | -9   |
| 6. | EA7 Emporio Armani Milan  | 14 | 4  | 10 | 1083 | 1193 | -110 |
| 7. | Unicaja Málaga            | 14 | 4  | 10 | 1079 | 1140 | -61  |
| 8. | Nizhny Novgorod           | 14 | 3  | 11 | 1121 | 1185 | -64  |

|     | CSK   | OLY   | EFS    | FBU   | UNI    | LBO   | NIZ    | EA7    |
| CSK |       | 76-70 | 88-83  | 75-81 | 101-74 | 99-90 | 103-95 | 97-75  |
| OLY | 84-76 |       | 86-75  | 64-73 | 77-72  | 76-64 | 77-70  | 81-58  |
| EFS | 69-78 | 84-70 |        | 71-77 | 74-70  | 84-87 | 79-75  | 86-78  |
| FBU | 81-84 | 68-74 | 83-72  |       | 78-63  | 91-90 | 92-79  | 98-77  |
| UNI | 77-95 | 61-69 | 93-90  | 60-68 |        | 93-84 | 85-76  | 77-84  |
| LBO | 74-81 | 74-73 | 67-72  | 93-76 | 79-74  |       | 81-74  | 102-83 |
| NIZ | 82-86 | 82-91 | 109-90 | 60-78 | 75-94  | 89-85 |        | 76-85  |
| EA7 | 79-88 | 74-83 | 71-73  | 71-82 | 90-86  | 99-85 | 59-79  |        |
| --- | ----- | ----- | ------ | ----- | ------ | ----- | ------ | ------ |

## Playoffs
Los Playoffs empezaron el 14 de abril y terminaron el 23 de abril de 2015. En esta fase se juega en un formato al mejor de cinco partidos. El equipo mejor clasificado del Top 16 juega el primer, el segundo y el quinto partido de la serie en casa.
|    | Equipo                    | Serie | Equipo                   | Partido 1 | Partido 2 | Partido 3 | Partido 4 | Partido 5 |
| -- | ------------------------- | ----- | ------------------------ | --------- | --------- | --------- | --------- | --------- |
| A. | Real Madrid               | 3-1   | Anadolu Efes Istanbul    | 80-71     | 90-85     | 72-75     | 76-63     |           |
| B. | Fenerbahce Ulker Istanbul | 3-0   | Maccabi Electra Tel Aviv | 80-72     | 82-67     | 75-74     |           |           |
| C. | CSKA Moscow               | 3-1   | Panathinaikos Athens     | 93-66     | 100-80    | 85-86     | 74-55     |           |
| D. | FC Barcelona              | 1-3   | Olympiacos Piraeus       | 73-57     | 63-76     | 71-73     | 68-71     |           |

### Partido 1
| 14 de abril de 2015 19:00 (CET) | CSKA Moscow                                             | 93–66                | Panathinaikos Athens                                                | Moscú |  |
|                                 | Parciales: 29-21, 27-6, 21-15, 16-24                    |                      |                                                                     | |  |
|                                 | Estadísticas Miloš Teodosić 18 Weems 5 Miloš Teodosić 8 | Reporte Pts Reb Asts | Estadísticas 16 Pappas 4 Pappas 3 Giankovits, Diamantidis, Lountzis | Pabellón: USH CSKA Árbitros: Luigi Lamonica Vicente Bultó Carlos Peruga Televisión: Euroleague TV Canal+ Deportes Esport3 |  |

| 14 de abril de 2015 20:00 (CET) | Fenerbahce Ulker Istanbul                    | 80–72                | Maccabi Electra Tel Aviv              | Estambul |  |
|                                 | Parciales: 16-22, 22-20, 21-16, 21-14        |                      |                                       | |  |
|                                 | Estadísticas Vesely 23 Bjelica 12 Preldžič 5 | Reporte Pts Reb Asts | Estadísticas 25 Pargo 11 Tyus 8 Pargo | Pabellón: Ülker Sports Arena Árbitros: Christos Christodoulou Antonio Conde Joseph Bissang Televisión: Euroleague TV Canal+ Deportes Esport3 |  |

| 15 de abril de 2015 19:00 (CET) | FC Barcelona                                       | 73–57                | Olympiacos Piraeus                           | Barcelona |  |
|                                 | Parciales: 20-8, 15-18, 15-12, 23-19               |                      |                                              | |  |
|                                 | Estadísticas Navarro, Nachbar 10 Lampe 9 Huertas 4 | Reporte Pts Reb Asts | Estadísticas 9 Agravanis 4 Dunston 4 Sloukas | Pabellón: Palau Blaugrana Árbitros: Borys Ryzhyk Recep Ankarali Olegs Latisevs Televisión: Euroleague TV Esport3 Canal+ Deportes ETB 4 |  |

| 15 de abril de 2015 21:00 (CET) | Real Madrid                            | 80–71                | Anadolu Efes Istanbul                     | Madrid |  |
|                                 | Parciales: 22-20, 13-23, 26-10, 19-18  |                      |                                           | |  |
|                                 | Estadísticas Rivers 21 Ayón 10 Llull 7 | Reporte Pts Reb Asts | Estadísticas 13 Šarić 6 Krstić 11 Heurtel | Pabellón: Barclaycard Center Árbitros: Sasa Pukl Spiros Gkontas Carmelo Paternico Televisión: Euroleague TV Canal+ Deportes Esport3 ETB 4 |  |

### Partido 2
| 15 de abril de 2015 19:00 (CET) | CSKA Moscow                                                      | 100–80               | Panathinaikos Athens                                    | Moscú |  |
|                                 | Parciales: 21-14, 26-21, 25-19, 28-26                            |                      |                                                         | |  |
|                                 | Estadísticas Weems 20 Vorontsevich, Kirilenko 4 Miloš Teodosić 8 | Reporte Pts Reb Asts | Estadísticas 14 Charalampopoulos 5 Fotsis 6 Diamantidis | Pabellón: USH CSKA Árbitros: Ilija Belosevic Daniel Hierrezuelo Piotr Pastusiak Televisión: Euroleague TV Canal+ Deportes Esport3 |  |

| 15 de abril de 2015 20:00 (CET) | Fenerbahce Ulker Istanbul                              | 82–67                | Maccabi Electra Tel Aviv                                      | Estambul |  |
|                                 | Parciales: 30-14, 20-20, 18-19, 14-14                  |                      |                                                               | |  |
|                                 | Estadísticas Goudelock 19 Bjelica 15 Zisis, Preldžič 4 | Reporte Pts Reb Asts | Estadísticas 16 Pargo 5 Randle, Linhart, Tyus 8 Pargo, Randle | Pabellón: Ülker Sports Arena Árbitros: Sreten Radovic Panagiotis Anastopoulos Benjamín Jiménez Televisión: Euroleague TV Canal+ Deportes Esport3 |  |

| 16 de abril de 2015 19:00 (CET) | Real Madrid                           | 90–85                | Anadolu Efes Istanbul                     | Madrid |  |
|                                 | Parciales: 22-16, 15-29, 26-21, 27-19 |                      |                                           | |  |
|                                 | Estadísticas Llull 18 Ayón 4 Llull 12 | Reporte Pts Reb Asts | Estadísticas 23 Krstić 9 Šarić 15 Heurtel | Pabellón: Barclaycard Center Árbitros: Fernando Rocha Jakub Zamojski Matej Boltauzer Televisión: Euroleague TV Canal+ Deportes Esport3 ETB 4 |  |

| 16 de abril de 2015 21:00 (CET) | FC Barcelona                             | 63–76                | Olympiacos Piraeus                                | Barcelona |  |
|                                 | Parciales: 10-15, 15-20, 20-21, 18-20    |                      |                                                   | |  |
|                                 | Estadísticas Navarro 16 Tomić 14 Tomić 3 | Reporte Pts Reb Asts | Estadísticas 22 Printezis 9 Printezis 5 Spanoulis | Pabellón: Palau Blaugrana Árbitros: Robert Lottermoser Tolga Sahin Rustu Nuran Televisión: Euroleague TV Esport3 Canal+ Deportes ETB 4 |  |

### Partido 3
| 20 de abril de 2015 20:05 (CET) | Maccabi Electra Tel Aviv                           | 74–75                | Fenerbahce Ulker Istanbul                | Tel Aviv |  |
|                                 | Parciales: 20-13, 11-24, 14-13, 20-15 (T.E.: 9-10) |                      |                                          | |  |
|                                 | Estadísticas Pargo 21 Randle 10 Ohayon 4           | Reporte Pts Reb Asts | Estadísticas 19 Zisis 9 Preldžič 5 Zisis | Pabellón: Menora Mivtachim Arena Árbitros: Borys Ryzhyk Juan Carlos García González Elias Koromilas Televisión: Euroleague TV Canal+ Deportes Esport3 |  |

| 20 de abril de 2015 20:45 (CET) | Panathinaikos Athens                        | 86–85                | CSKA Moscow                                        | Atenas |  |
|                                 | Parciales: 14-20, 20-14, 22-19, 30-32       |                      |                                                    | |  |
|                                 | Estadísticas Pappas 25 Gist 5 Diamantidis 7 | Reporte Pts Reb Asts | Estadísticas 24 Weems 7 Kirilenko 9 Miloš Teodosić | Pabellón: Olympic Sports Center Athens Árbitros: Sreten Radovic Recep Ankarali Damir Javor Televisión: Euroleague TV Canal+ Deportes Esport3 |  |

| 21 de abril de 2015 19:00 (CET) | Olympiacos Piraeus                             | 73–71                | FC Barcelona                                              | El Pireo |  |
|                                 | Parciales: 26-23, 18-13, 15-24, 14-11          |                      |                                                           | |  |
|                                 | Estadísticas Printezis 19 Hunter 7 Spanoulis 8 | Reporte Pts Reb Asts | Estadísticas 14 Navarro 5 Lampe, Tomić 6 Huertas, Navarro | Pabellón: Estadio de la Paz y la Amistad Árbitros: Ilija Belosevic Fernando Rocha Milija Vojinovic Televisión: Euroleague TV Esport3 Canal+ Deportes ETB 4 |  |

| 21 de abril de 2015 20:55 (CET) | Anadolu Efes Istanbul                      | 75–72                | Real Madrid                                         | Estambul |  |
|                                 | Parciales: 15-20, 17-10, 24-16, 19-26      |                      |                                                     | |  |
|                                 | Estadísticas Janning 21 Šarić 15 Heurtel 5 | Reporte Pts Reb Asts | Estadísticas 17 Rodríguez 4 Ayón, Rodríguez 5 Llull | Pabellón: Abdi İpekçi Arena Árbitros: Luigi Lamonica Olegs Latisevs Milos Koljensic Televisión: Euroleague TV Canal+ Deportes Esport3 ETB 4 |  |

### Partido 4
| 22 de abril de 2015 20:45 (CET) | Panathinaikos Athens                              | 55–74                | CSKA Moscow                                  | Atenas |  |
|                                 | Parciales: 11-21, 21-16, 12-23, 11-14             |                      |                                              | |  |
|                                 | Estadísticas Pappas 11 Giankovits 7 Diamantidis 5 | Reporte Pts Reb Asts | Estadísticas 18 de Colo 10 Kirilenko 4 Weems | Pabellón: Olympic Sports Center Athens Árbitros: Sasa Pukl Tolga Sahin Emilio Perez Pizarro Televisión: Euroleague TV Canal+ Deportes Esport3 |  |

| 23 de abril de 2015 19:00 (CET) | Anadolu Efes Istanbul                   | 63–76                | Real Madrid                          | Estambul |  |
|                                 | Parciales: 21-18, 18-15, 10-18, 14-25   |                      |                                      | |  |
|                                 | Estadísticas Krstić 16 Šarić 12 Šarić 5 | Reporte Pts Reb Asts | Estadísticas 17 Rudy 7 Reyes 5 Llull | Pabellón: Abdi İpekçi Arena Árbitros: Christos Christodoulou Robert Lottermoser Paolo Taurino Televisión: Euroleague TV Canal+ Deportes Esport3 ETB 4 |  |

| 23 de abril de 2015 21:00 (CET) | Olympiacos Piraeus                             | 71–68                | FC Barcelona                                                                     | El Pireo |  |
|                                 | Parciales: 16-17, 13-20, 21-13, 21-18          |                      |                                                                                  | |  |
|                                 | Estadísticas Spanoulis 17 Hunter 8 Spanoulis 5 | Reporte Pts Reb Asts | Estadísticas 13 Tomić 7 Satoransky, Pleiss, Tomić 3 Huertas, Navarro, Satoransky | Pabellón: Estadio de la Paz y la Amistad Árbitros: Milivoje Jovcic Eddie Viator Jakub Zamojski Televisión: Euroleague TV Esport3 Canal+ Deportes ETB 4 |  |

## Final Four
La Final Four es la etapa culminante de la temporada, y se celebró en mayo de 2015. Las semifinales se disputaron el 15 de mayo y el partido por el campeonato se disputó el 17 de mayo. Todos los partidos se disputaron en el Barclaycard Center, en Madrid, España.
|  | Semifinales        | Semifinales        |    |            | Final              | Final              |  |
|  | 15 de mayo de 2015 | 15 de mayo de 2015 |    |            | 17 de mayo de 2015 | 17 de mayo de 2015 |  |
|  |                    |                    |    |            |                    |                    |  |
|  |                    |                    |    |            |                    |                    |  |
|  | Real Madrid        | 96                 |    |            |                    |                    |  |
|  | Fenerbahce         | 87                 |    |            |                    |                    |  |
|  |                    |                    |    |            |                    |                    |  |
|  |                    |                    |    |            |                    |                    |  |
|  |                    |                    |    |            | Real Madrid        | 78                 |  |
|  |                    | Olympiacos         | 59 |            |                    |                    |  |
|  |                    |                    |    |            |                    |                    |  |
|  |                    |                    |    |            |                    |                    |  |
|  |                    |                    |    |            | Tercer puesto      |                    |  |
|  |                    |                    |    |            |                    |                    |  |
|  | CSKA Moscow        | 68                 |    | Fenerbahce | 80                 |                    |  |
|  | Olympiacos         | 70                 |    |            | CSKA Moscow        | 86                 |  |

| Campeones de la Turkish Airlines Euroleague 2014-15 |
| --------------------------------------------------- |
| Real Madrid Noveno título                           |

## Estadísticas individuales

### Valoración
| Pos. | Jugador             | Equipo                         | Partidos | Valoración | VPP   |
| ---- | ------------------- | ------------------------------ | -------- | ---------- | ----- |
| 1.   | Boban Marjanović    | Crvena Zvezda Telekom Belgrade | 24       | 616        | 25,67 |
| 2.   | Taylor Rochestie    | Nizhny Novgorod                | 21       | 442        | 21,05 |
| 3.   | Artsiom Parakhouski | Nizhny Novgorod                | 23       | 426        | 18,52 |
| 4.   | Nemanja Bjelica     | Fenerbahce Ulker Istanbul      | 27       | 494        | 18,30 |
| 5.   | Ante Tomić          | FC Barcelona                   | 28       | 503        | 17,96 |

### Puntos
| Pos. | Jugador          | Equipo                         | Partidos | Puntos | PPP   |
| ---- | ---------------- | ------------------------------ | -------- | ------ | ----- |
| 1.   | Taylor Rochestie | Nizhny Novgorod                | 21       | 397    | 18,90 |
| 2.   | Boban Marjanović | Crvena Zvezda Telekom Belgrade | 24       | 398    | 16,58 |
| 3.   | Andrew Goudelock | Fenerbahce Ulker Istanbul      | 27       | 443    | 16,41 |
| 4.   | Miloš Teodosić   | CSKA Moscow                    | 23       | 346    | 15,04 |
| 5.   | Devin Smith      | Maccabi Electra Tel Aviv       | 25       | 376    | 15,04 |

### Rebotes
| Pos. | Jugador             | Equipo                         | Partidos | Rebotes | RPP   |
| ---- | ------------------- | ------------------------------ | -------- | ------- | ----- |
| 1.   | Boban Marjanović    | Crvena Zvezda Telekom Belgrade | 24       | 256     | 10,67 |
| 2.   | Nemanja Bjelica     | Fenerbahce Ulker Istanbul      | 27       | 231     | 8,56  |
| 3.   | Trey Thompkins      | Nizhny Novgorod                | 23       | 187     | 8,13  |
| 4.   | Ante Tomić          | FC Barcelona                   | 28       | 200     | 7,14  |
| 5.   | Artsiom Parakhouski | Nizhny Novgorod                | 23       | 153     | 6,65  |

### Asistencias
| Pos. | Jugador              | Equipo                         | Partidos | Asistencias | APP  |
| ---- | -------------------- | ------------------------------ | -------- | ----------- | ---- |
| 1.   | Miloš Teodosić       | CSKA Moscow                    | 23       | 163         | 7,09 |
| 2.   | Thomas Heurtel       | Laboral Kutxa Vitoria          | 28       | 179         | 6,39 |
| 2.   | Thomas Heurtel       | Anadolu Efes Istanbul          | 28       | 179         | 6,39 |
| 3.   | Marcus Williams      | Crvena Zvezda Telekom Belgrade | 24       | 146         | 6,08 |
| 4.   | Dimitris Diamantidis | Panathinaikos Athens           | 27       | 158         | 5,85 |
| 5.   | Sergio Llull         | Real Madrid                    | 28       | 162         | 5,79 |

### Otras estadísticas
| Categoría                    | Jugador             | Equipo                    | Partidos | Récord |
| Robos por partido            | Tarence Kinsey      | Nizhny Novgorod           | 17       | 1,59   |
| Tapones por partido          | Artsiom Parakhouski | Nizhny Novgorod           | 23       | 1,96   |
| Pérdidas por partido         | Miloš Teodosić      | CSKA Moscow               | 23       | 3,57   |
| Faltas recibidas por partido | Vassilis Spanoulis  | Olympiacos Piraeus        | 24       | 5,83   |
| Minutos por partido          | Jeremy Pargo        | Maccabi Electra Tel Aviv  | 17       | 31:59  |
| %T2                          | Semih Erden         | Fenerbahce Ulker Istanbul | 23       | 0,754  |
| %T3                          | Demetris Nichols    | CSKA Moscow               | 25       | 0,568  |
| %TL                          | Taylor Rochestie    | Nizhny Novgorod           | 21       | 0,925  |

### Máximos de partido
| Categoría        | Jugador          | Equipo                         | Récord |
| Valoración       | Samardo Samuels  | EA7 Emporio Armani Milan       | 47     |
| Puntos           | Samardo Samuels  | EA7 Emporio Armani Milan       | 36     |
| Rebotes          | Boban Marjanović | Crvena Zvezda Telekom Belgrade | 17     |
| Asistencias      | Marcus Williams  | Crvena Zvezda Telekom Belgrade | 17     |
| Robos            | Yogev Ohayon     | Maccabi Electra Tel Aviv       | 8      |
| Tapones          | Brian Randle     | Maccabi Electra Tel Aviv       | 6      |
| Tapones          | Alex Tyus        | Maccabi Electra Tel Aviv       | 6      |
| Pérdidas         | Taylor Rochestie | Nizhny Novgorod                | 8      |
| Pérdidas         | Thomas Heurtel   | Anadolu Efes Istanbul          | 8      |
| Faltas recibidas | Jamel McLean     | ALBA Berlin                    | 12     |
| Faltas recibidas | Nando de Colo    | CSKA Moscow                    | 12     |
| Faltas recibidas | Samardo Samuels  | EA7 Emporio Armani Milan       | 12     |

## Galardones

### MVP de la Temporada
| Pos. | Jugador         | Equipo                    | Ref.  |
| ---- | --------------- | ------------------------- | ----- |
| A    | Nemanja Bjelica | Fenerbahce Ulker Istanbul | [ 7 ] |

### MVP de la Final Four
| Pos. | Jugador        | Equipo      | Ref.  |
| ---- | -------------- | ----------- | ----- |
| AP   | Andrés Nocioni | Real Madrid | [ 8 ] |

### Quinteto ideal de la temporada
| Pos. | Primer Quinteto ideal | Primer Quinteto ideal          | Segundo Quinteto Ideal | Segundo Quinteto Ideal    | Ref.  |
| Pos. | Jugador               | Equipo                         | Jugador                | Equipo                    | Ref.  |
| ---- | --------------------- | ------------------------------ | ---------------------- | ------------------------- | ----- |
| B    | Miloš Teodosić        | CSKA Moscow                    | Nando de Colo          | CSKA Moscow               | [ 9 ] |
| E    | Vassilis Spanoulis    | Olympiacos Piraeus             | Andrew Goudelock       | Fenerbahce Ulker Istanbul | [ 9 ] |
| A    | Nemanja Bjelica       | Fenerbahce Ulker Istanbul      | Rudy Fernández         | Real Madrid               | [ 9 ] |
| AP   | Felipe Reyes          | Real Madrid                    | Devin Smith            | Maccabi Electra Tel Aviv  | [ 9 ] |
| P    | Boban Marjanović      | Crvena Zvezda Telekom Belgrade | Ante Tomić             | FC Barcelona              | [ 9 ] |

### PremioAlphonso Fordal mejor anotador
| Pos. | Jugador          | Equipo          | Ref.   |
| ---- | ---------------- | --------------- | ------ |
| B    | Taylor Rochestie | Nizhny Novgorod | [ 10 ] |

### Mejor defensor
| Pos. | Jugador        | Equipo             | Ref.   |
| ---- | -------------- | ------------------ | ------ |
| P    | Bryant Dunston | Olympiacos Piraeus | [ 11 ] |

### Estrella emergente
| Pos. | Jugador           | Equipo                    | Ref.   |
| ---- | ----------------- | ------------------------- | ------ |
| A    | Bogdan Bogdanović | Fenerbahce Ulker Istanbul | [ 12 ] |

### Jugador de la jornada
| Jornada        | Jugador              | Equipo                             | Valoración     |
| Fase de grupos | Fase de grupos       | Fase de grupos                     | Fase de grupos |
| -------------- | -------------------- | ---------------------------------- | -------------- |
| 1              | Boban Marjanović     | Crvena Zvezda Telekom Belgrade     | 30             |
| 2              | Andrew Goudelock     | Fenerbahce Ulker Istanbul          | 30             |
| 3              | Jaycee Carroll       | Real Madrid                        | 37             |
| 4              | James Anderson       | Zalgiris Kaunas                    | 38             |
| 5              | Andrew Goudelock (2) | Fenerbahce Ulker Istanbul (2)      | 40             |
| 6              | Zoran Erceg          | Galatasaray Liv Hospital Istanbul  | 41             |
| 7              | Boban Marjanović (2) | Crvena Zvezda Telekom Belgrade (2) | 36             |
| 8              | D'or Fischer         | Unics Kazan                        | 43             |
| 9              | Duško Savanović      | FC Bayern Munich                   | 37             |
| 10             | Ioannis Bourousis    | Real Madrid (2)                    | 31             |
| Top 16         |                      |                                    |                |
| 1              | Taylor Rochestie     | Nizhny Novgorod                    | 32             |
| 2              | Felipe Reyes         | Real Madrid (3)                    | 29             |
| 2              | Brian Randle         | Maccabi Electra Tel Aviv           | 29             |
| 3              | Nando de Colo        | CSKA Moscow                        | 34             |
| 4              | Artsiom Parakhouski  | Nizhny Novgorod (2)                | 37             |
| 5              | Ante Tomić           | FC Barcelona                       | 34             |
| 6              | Rudy Fernández       | Real Madrid (4)                    | 38             |
| 7              | Nando de Colo (2)    | CSKA Moscow (2)                    | 29             |
| 8              | Samardo Samuels      | EA7 Emporio Armani Milan           | 47             |
| 9              | Reggie Redding       | ALBA Berlin                        | 36             |
| 10             | Ante Tomić (2)       | FC Barcelona (2)                   | 35             |
| 11             | Bogdan Bogdanović    | Fenerbahce Ulker Istanbul (3)      | 32             |
| 12             | Alessandro Gentile   | EA7 Emporio Armani Milan (2)       | 30             |
| 13             | Alex Renfroe         | ALBA Berlin (2)                    | 28             |
| 14             | Devin Smith          | Maccabi Electra Tel Aviv (2)       | 28             |
| 14             | Boban Marjanović (3) | Crvena Zvezda Telekom Belgrade (3) | 28             |
| Playoffs       |                      |                                    |                |
| 1              | Gustavo Ayón         | Real Madrid (5)                    | 29             |
| 2              | Georgios Printezis   | Olympiacos Piraeus                 | 34             |
| 3              | Nikos Pappas         | Panathinaikos Athens               | 31             |
| 4              | Andrei Kirilenko     | CSKA Moscow (3)                    | 27             |

### Jugador del mes
| Mes       | Jugador            | Equipo                    | Ref.   |
| 2014      | 2014               | 2014                      | 2014   |
| --------- | ------------------ | ------------------------- | ------ |
| Octubre   | Vassilis Spanoulis | Olympiacos Piraeus        | [ 13 ] |
| Noviembre | Dario Šarić        | Anadolu Efes Istanbul     | [ 14 ] |
| Diciembre | Devin Smith        | Maccabi Electra Tel Aviv  | [ 15 ] |
| 2015      |                    |                           |        |
| Enero     | Nando de Colo      | CSKA Moscow               | [ 16 ] |
| Febrero   | Rudy Fernández     | Real Madrid               | [ 17 ] |
| Marzo     | Nemanja Bjelica    | Fenerbahce Ulker Istanbul | [ 18 ] |
| Abril     | Georgios Printezis | Olympiacos Piraeus (2)    | [ 19 ] |